# LogMeIn Hamachi
Хамачи е софтуерна програма за създаване на виртуална частна мрежа (VPN). Състои се от сървър, управляван от оператор на системата и от клиентски софтуер, който се инсталира на компютрите на крайните потребители. Клиентският софтуер добавя виртуален мрежови IP адрес на компютъра, който се използва за изпращане и получаване на мрежови пакети (трафик). Изходящият трафик от операционната система на този интерфейс се предава на клиентския софтуер, който криптира и удостоверява автентичността и след това го изпраща до местоназначението на партньорската VPN през специална User Datagram Protocol (UDP) връзка.
В случай на неочаквана загуба на връзка със сървъра, клиентът запазва всички свои тунели и започва активно проверка на статута им. Когато сървърът неочаквано губи връзката с клиента, той информира колегите на клиента за това и ги очаква също да започнат проверки. Това дава възможност на Hamachi тунелите да издържат на преходни проблеми в мрежа по маршрута между клиента и сървъра.
Hamachi често се използва за игри и дистанционното управление. Производителят предоставя безплатно основната услуга и допълнителни функции срещу заплащане.

## Съвместимост
Настоящите версии на Hamachi са на разположение за операционните системи:
- Microsoft Windows 2000, XP, Server 2003, Vista, Windows 7 and Windows 10.
- Mac OS X
- Linux (beta)